# Pont Rouelle
Pont Rouelle er en bro, der krydser Seinen i Paris, Frankrig. Broen er kun en jernbaneforbindelse og passerer Île aux Cygnes. Pont Rouelle understøtter jernbaneselskabet SNCF's linje C. Broen er opkaldt efter gaden Rue Rouelle, som er opkaldt efter den franske kemiker og apoteker Guillaume-François Rouelle. Broen forbinder Paris' 15. og 16. arrondissementer.

## Historie

### Opførelse
Pont Rouelle blev opført i forbindelse med Exposition universelle i 1900. Opførelsen startede i november 1899 og blev afsluttet den 15. marts 1900. Metalkonstruktionen blev udført af Eiffage Métal, som har udført metalarbejde på flere vigtige bygninger i Frankrig og i særdeleshed Paris.

### Aktivitet
Jernbanebroen blev åben for trafik den 12. april 1990, tre dage før åbningen af Exposition universelle samme år. Mere end otte millioner rejsende benyttede broen i denne periode, men i de følgende to årtier faldt passagerantallet drastisk, og blev lukket for transport den 1. juni 1924. Pont Rouelle blev stadig brugt til godstransport indtil 1936. Godstransporten blev dog suspenderet under Exposition Internationale i 1937, og de blev ikke genoptaget efter. Broen blev derfor forladt.

### Genoptagelse
I begyndelsen af 1980'erne satte udvidelsen af SNCF's linje C Pont Rouelle tilbage i centrum for togtrafik for Paris' nord-vestlige region (Vallée de Montmorency - Invalides-banen), siden at ejerne planlagde at åbne linjen for passagertoge igen.
Jernbanekonstruktionen, og i særdeleshed dens metalkomponenter, blev inspiceret af SNCF's tekniske personale. Disse undersøgelser afslørede, at broen led af korrosion; dets dæk, gelændre såvel som kabler og piller var noget oxideret. Hovedkomponenterne var dog i forholdsvis god stand, så der var rum for at redde broen.
Denne løsning - valgt af SNCF - havde flere fordele i forhold til en genopbygning: ud over Paris' stærke tilknytning til broen, der ønskede at bevare sine arkitektoniske præstationer under Belle Époque, viste SNCF's beregninger, at en renovering af broen var billigere end genopbygning. Renoveringsløsningen skabte heller ingen hindringer for flodtransporten på Seinen.
Arbejdet blev udført fra marts 1984 til slutningen af 1985 af firmaet Eiffel Constructions Métalliques (det nuværende Eiffage Métal). Den store viadukt blev forstærket og et dæk identisk til den oprindelige blev sat ind. Til den mindre viadukt blev alle metalelementer brugt, mens det oprindelige brodæk blev erstattet med et blandet stål/beton dæk. Pont Rouelle blev derved restaureret og blev indviet den 14. september 1988.

## Karakteristika
Pont Rouelle er udgjort af flere sektioner med forskellige naturer. På den højre Seinebred giver tre opmurede buer adgang til broen fra Voie Georges-Pompidou. Den leder til en stor viadukt, som spænder over Seinens højre arm af en buebro med en enkelt metalbue, der ikke understøttes i selve floden, med et spænd på 35,7 meter. Pont Rouelle krydser gangstien på Île aux Cygnes med en lille stenbue, som har et spænd på 6,6 meter. Den mindre viadukt krydser Seinens venstre arm af en buebro i metal med tre buer med spænd fra 28 til 28,38 meter, som hviler på to pyloner. Dets dæk er af jern og beton.